# Тихонов, Виктор Иванович
Ви́ктор Ива́нович Ти́хонов (10 сентября 1911, Москва, Российская империя — 3 января 1979, Ленинград, СССР) — советский военный моряк, капитан 1-го ранга. Командир отряда 4-го дивизиона бригады торпедных катеров Балтийского флота, Герой Советского Союза (1945).

## Биография
Родился в 1911 году в Москве. Русский.
В ВМФ с 1933 года. Член КПСС с 1939 года. Работал на оружейном заводе в городе Тула. Окончил техникум по холодной обработке металлов.
Обучался в учебном отряде и на курсах подготовки командного состава КБФ. Служил в бригаде торпедных катеров КБФ. С февраля 1939 года был старшим помощником на лидере «Минск». Великая Отечественная война застала его на этой должности.

## В годы Великой Отечественной войны
В период обороны Таллина лидер «Минск» огнём своих орудий поддерживал защитников города, участвовал в эвакуации войск из Таллина. Лидер, будучи флагманским кораблем отряда прикрытия, во время перехода из Таллина в Кронштадт отбивал атаки торпедных катеров и авиации противника.
В октябре 1941 года В. И. Тихонов был назначен старшим помощником на эскадренный миноносец «Стойкий» (проекта 7У), участвовал в эвакуации войск с полуострова Ханко через минные поля под обстрелом береговых батарей противника. Эсминец своим огнём поддерживал защитников Ленинграда, уничтожал артиллерийские батареи противника.
В январе 1943 года В. И. Тихонов назначен командиром отряда бригады торпедных катеров КБФ. 14 раз командовал он боевыми выходами катеров на постановку минных заграждений, участвовал в 4 выходах для высадки диверсионных и разведывательных групп на побережье, занятое врагом. Командовал отрядом торпедных катеров в бою у острова Нерва в ночь с 19 на 20 июня 1944 года.
При высадке десанта на остров Даго (Хийумаа) 2 октября 1944 года В. И. Тихонов командовал головной группой торпедных катеров 1-го эшелона, первым подошёл к берегу, умело подавил огневые точки противника и произвёл высадку десанта без потерь, чем обеспечил захват плацдарма.
В мае 1945 года он обеспечивал перевозку десантных войск 19-й армии на остров Борнхольм. Командуя группой торпедных катеров, захватил в море и доставил в посёлок Кольберг 5 малых кораблей противника.
За потопление в кампанию 1943—1944 годах торпедными катерами под его командованием 10 кораблей противника, отличное выполнение заданий, героизм и отвагу в боях с врагом Указом Президиума Верховного Совета СССР от 6 марта 1945 года капитану 3 ранга В. И. Тихонову присвоено звание Героя Советского Союза, вручены медаль «Золотая звезда» (№ 7485) и орден Ленина.
В. И. Тихонов служил в ВМФ до 1959 года. Уволен в запас в звании капитана 1 ранга. Награждён орденом Ленина, тремя орденами Красного Знамени, орденами Ушакова 2-й степени, Отечественной войны 1-й степени, Красной Звезды, медалями.
Умер 3 января 1979 года. Похоронен на Казанском кладбище в городе Пушкин (в черте Санкт-Петербурга).

## Награды
- Медаль «Золотая Звезда» (1945);
- орден Ленина;
- три ордена Красного Знамени;
- орден Ушакова II степени;
- орден Отечественной войны I степени;
- орден Красной Звезды.

## Память
- Имя Героя Советского Союза увековечено в мемориале «Воинам-катерникам» (Севастопольская гавань, город Балтийск).